# Probing Lensing Anomalies Network

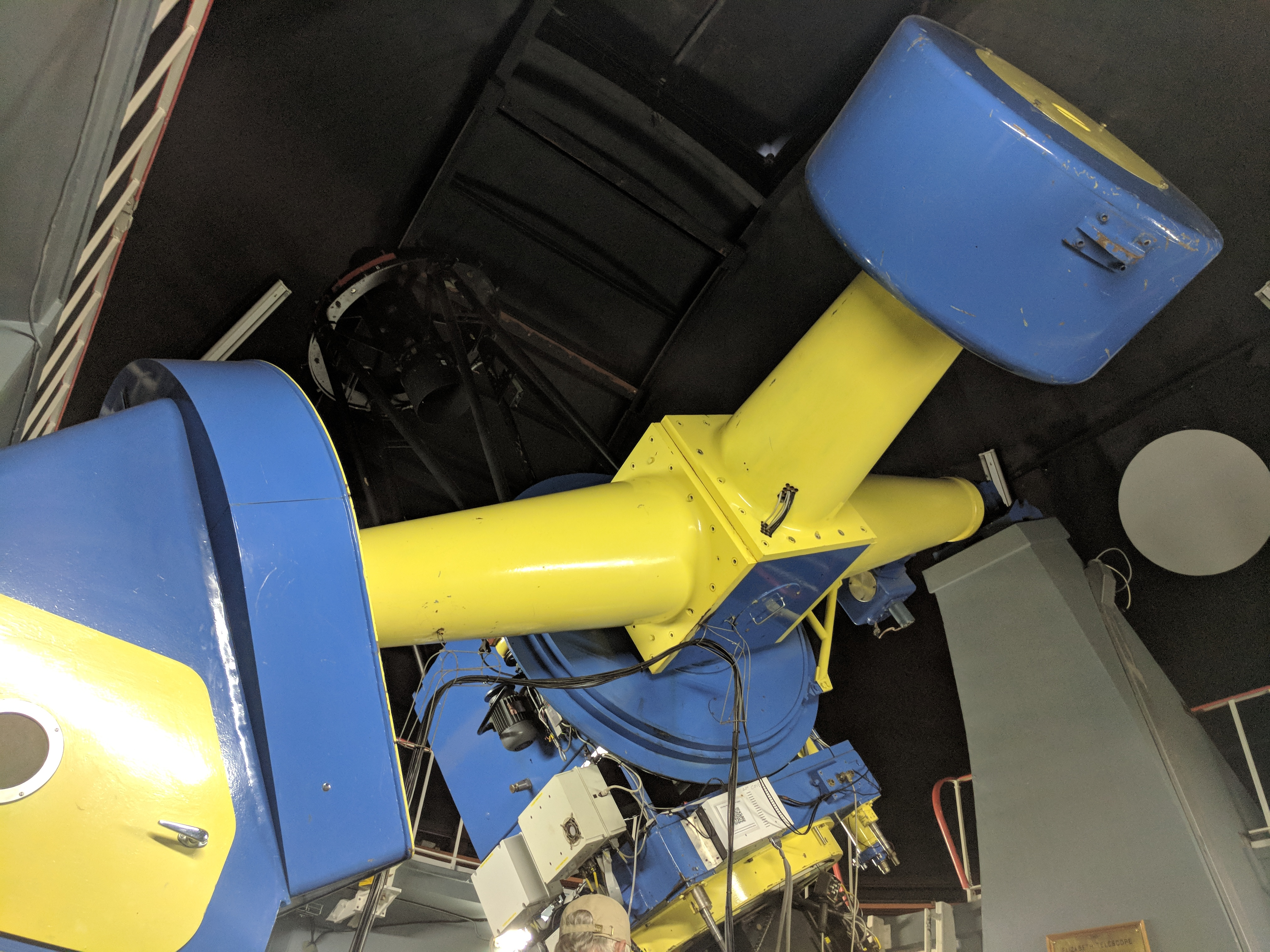
40-дюймовий (1-метровий) телескоп Елізабет в Південно-Африканській астрономічній обсерваторії

Probing Lensing Anomalies NETwork (PLANET) співпраця координує мережу телескопів для швидкого отримання зразків фотометричних вимірювань збільшення зірок у галактичній опуклості, що зазнає гравітаційного мікролінзування зірками переднього плану (або іншими компактними масивними об’єктами). Ця мережа складається з п’яти оптичних телескопів класу 1 м, розподілених по довготі навколо південної півкулі, щоб виконувати квазібезперервний цілодобовий точний моніторинг. Якщо говорити про можливу мішень, менш часті спектроскопічні вимірювання доповнюють швидку фотометрію для обраних основних цілей. З 2005 року PLANET проводить спільну кампанію мікролінзування з RoboNet -1.0, мережею 2,0-метрових роботизованих телескопів, що працюють у Великобританії.
У січні 2009 року PLANET об'єдналася з MicroFUN.

## Телескопи
У сезоні спостережень 2006 року були задіяні такі телескопи (окрім телескопів RoboNet):
- Данський 1,54-метровий телескоп в ESO, Ла Сілла, Чилі
- 1,0-метровий телескоп в обсерваторії Канопус Університету Тасманії, Австралія
- 0,6-метровий телескоп в Пертській обсерваторії
- 1,0-метровий телескоп Південноафриканської астрономічної обсерваторії в Сазерленді, Південна Африка
- 1,52-метровий телескоп Рокфеллера в обсерваторії Бойден (Блумфонтейн), Південна Африка

## Члени
Станом на кінець 2006 року PLANET налічувала 31 члена з 11 країн: Франції, Великої Британії, Німеччини, Данії, Австрії, Чилі, Австралії, Нової Зеландії, Південної Африки та Сполучених Штатів.